# Doukhobors

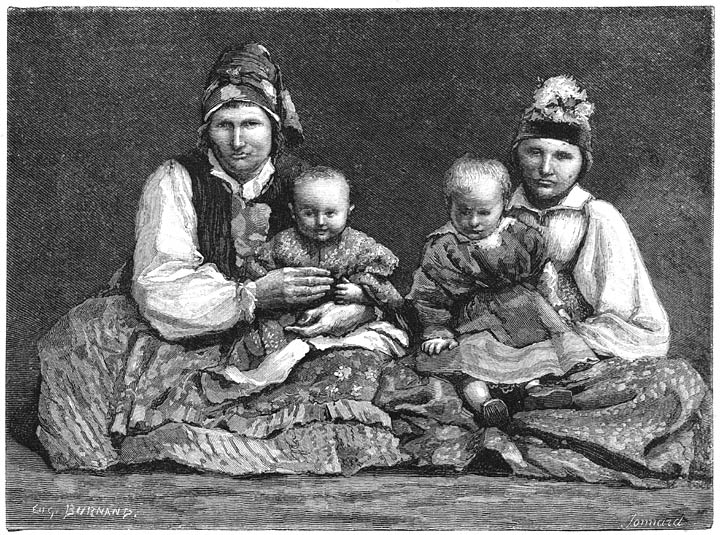
Femmes Doukhobors, 1887.

Les Doukhobors (russe: духоборы/духоборцы) sont une communauté chrétienne d'origine russe, vivant au Canada et en Géorgie. Eux-mêmes appellent leur organisation « Union des Communautés spirituelles du Christ » (anglais : Union of Spiritual Communities of Christ).

## Histoire
Doukhobors signifie lutteurs de l'esprit en russe. Les doukhobors rejettent le gouvernement des hommes, le clergé, les icônes, tous les rituels ecclésiastiques, les écrits bibliques autres que les quatre Évangiles et le caractère divin de Jésus de Nazareth. Ils sont persuadés que nul n'a besoin d'intermédiaire entre Dieu et l'homme, car chaque homme porte en lui une part de divinité. Ils sont d'ardents pacifistes, ce qui leur valut à double titre, religieux et politique, une dure répression dans l'Empire russe et plus encore en Union soviétique, subissant tortures, déportation avec des famines provoquées,  ainsi que des emprisonnements de très longue durée.  
Les doukhobors apparaissent dans la seconde moitié du XVIIIe siècle chez les « paysans d’État » du gouvernement de Voronej et sont cités pour la première fois en 1785 par l'archevêque orthodoxe russe Ambrosii.
Dans la seconde moitié du XIXe siècle, les doukhobors quittèrent la Russie en masse. La plupart trouva refuge aux frontières de l'Empire russe, et en particulier en Géorgie, dans la région inhospitalière de la Samtskhé-Djavakhétie (Ninotsminda), à la frontière de l’Arménie et de l’Azerbaïdjan. À la fin du XIXe siècle, une partie d'entre eux choisirent le Canada comme pays d'immigration, pour son isolement et son caractère pacifique, et parce que ce pays était disposé à les accueillir. Ils s'y installèrent en 1899.

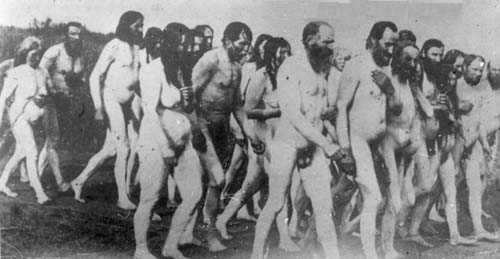
Doukhobors « manifestant nus pour le Christ », au Canada, en 1903.

Leur voyage de Batoumi (Géorgie) vers l’Amérique fut payé par des quakers, par des tolstoïens sous l'action de Vladimir Tchertkov qui avaient pitié de leurs malheurs, et par le romancier Léon Tolstoï lui-même, qui fit abandon des droits d'auteur de Résurrection pour alimenter le fonds de leur émigration. Il collecta également de l'argent auprès d'amis aisés. Au Canada, les doukhobors établirent un mode de vie communautaire semblable à celui des huttérites, et, n'étant pas réprimés, ont aujourd'hui environ 30 000 descendants et convertis. En revanche, après sept décennies de répression, la communauté connue en Géorgie ne compte qu'environ 500 survivants, vivant simplement de l'agriculture comme à ses origines, en traitant de manière égale hommes, femmes et enfants.
En dehors de ces deux communautés, il est possible qu'il en existe d'autres en Russie, dans les régions de Rostov, de Stavropol et de Toula, où sont revenus une partie de ceux de Géorgie à partir de 1986, grâce à la libéralisation du régime par la glasnost et la perestroïka.
Persécutés en Russie, les immigrants doukhobores intéressent Kropotkine qui les évoque dans « Journal canadien » et « Le Canada et les Canadiens » lors de son voyage à la fin du XIXe siècle au Canada, en Saskatchewan pour leur mode de vie de style anarchiste. Il va observer dans cette communauté leur style particulier d'auto-détermination locale (self-government) et d'agriculture. Dans les années 1950, des femmes de la communauté sont incarcérées au pénitencier pour femmes de Kingston. Elles protestent en entamant des grèves de la faim et en se déshabillant ce qui crée des troubles au sein de l'établissement.
Jusqu'en 1957, la Colombie-Britannique n'accordait le droit de suffrage aux doukhobors, objecteurs de conscience comme les mennonites et les huttérites, que s'ils avaient servi en temps de guerre, ce qui revenait concrètement à les en exclure. C'est seulement en 1960, avec une première application aux élections fédérales de 1963, que les restrictions au droit de vote et d'éligibilité basées sur la « race » ou la religion furent levées au Canada (voir Droit de vote au Canada).